# Station Rydzyna
Station Rydzyna is een spoorwegstation in de Poolse plaats Kłoda. Het station ligt aan spoorlijn 271 van Poznań naar Wrocław. Hoewel het station vernoemd is naar het stadje Rydzyna, ligt het in het aan Rydzyna vastgegroeide dorp Kłoda, dat deel uitmaakt van de gemeente Rydzyna.

## Geschiedenis
Het station werd in 1856 geopend met de Duitse naam Reisen. In 1919 werd de naam gewijzigd in Rydzyna. Van 1 september 1939 tot en met medio 1942 heette het station opnieuw Reisen, maar met een toevoeging: Reisen (Posen). Vervolgens heette het Reisen (Wartheland) en vanaf 25 oktober 1945 weer Rydzyna.
In 2008 werd het tweede, geëlektrificeerde spoor opgebroken en in 2015 werd de bovenleiding ontmanteld. Het seinhuis ten noorden van het station is nog actief; het zuidelijke is gesloopt.

## Faciliteiten
Het stationsgebouw bevat een wachtruimte die nog in gebruik is; het bovenste deel wordt bewoond door spoorwegpersoneel. Het loket is in 2015 gesloten.